# Tasgaon
Tasgaon fou un estat tributari protegit al sud del territori maratha, a l'agència de Kolhapur, Índia, sorgit el 1808 per divisió de les possessions de la dinastia Patwardhan. Una branca es va quedar amb Tasgaon mentre l'altra va formar (1811) el principat de Jamkhandi.
La branca de thakurs de Tasgaon no tenia dret a adoptar i en extingir-se la línia directe el 1848 va passar als govern britànic seguint la doctrina del lapse.